# NGC 1424
NGC 1424 (другие обозначения — MCG -1-10-26, IRAS03407-0453, PGC 13664) — спиральная галактика с перемычкой (SBb) в созвездии Эридан. Открыта Биндоном Стони в 1850 году. Описание Дрейера: «очень тусклый объект, к северо-западу расположена звезда 10-й или 11-й величины».
Этот объект входит в число перечисленных в оригинальной редакции «Нового общего каталога». Открытие этого объекта, как и некоторых других, иногда приписывается Уильяму Парсонсу, ассистентом которого был Стони.